# Ein Tag
Ein Tag (Originaltitel: 1 Journée) ist ein Schweizer Filmdrama des Regisseurs Jacob Berger aus dem Jahr 2007. Der Film spielt in Genf und schildert die verflochtenen Erlebnisse einer Familie an einem einzelnen Tag aus Sicht der jeweiligen Protagonisten.

## Handlung
Frühmorgens begibt sich der Radiojournalist Serge zunächst von seiner Ehefrau Pietra zu seiner Geliebten Mathilde. Auf dem anschließenden Weg zu seiner Arbeit hat er einen Autounfall. Die Szene wird nur angedeutet. Er scheint jemanden anzufahren, das Opfer wird allerdings nicht eingeblendet und Serges Suche bleibt erfolglos. Sein Fahrzeug weist jedoch eindeutige Dellen auf. Ohne die Polizei zu verständigen, verlässt er den Unfallort. Der Vorfall belastet ihn. Vormittags sucht Serge den Ort des Geschehens erneut auf, trifft dabei zufällig auf seine Geliebte Mathilde, die er in seine Wohnung mitnimmt.
Währenddessen bringt Pietra den gemeinsamen Sohn Vlad zur Schule und begibt sich zu ihrer Arbeit in einem Museum. Dieses ist jedoch wegen eines angeblich tollwütigen Hundes gesperrt. Pietra rettet den Hund vor Tierfängern. Zurück in ihrer Wohnung bemerkt sie, dass ihr Mann Serge mit einer Geliebten dort ist. Sie verlässt unbemerkt die Wohnung und folgt später der Geliebten Mathilde.
Im Verlauf des Tages versucht Serge, zunächst in einem Krankenhaus und schließlich bei der Polizei, Details über das mögliche Opfer zu erfahren, wobei er eine Reportage über Unfallflucht vortäuscht. Inspektor Haddid schöpft Verdacht, lässt sich jedoch nichts anmerken. Nebenbei beendet Serge seine Affäre mit Mathilde. Dies jedoch nur halbherzig, da er ihren Wohnungsschlüssel behält.
Der kleine Sohn Vlad fühlt sich zu seiner Mitschülerin Manon hingezogen. Sie ist die Tochter von Mathilde. Er versucht für sie, ein in einem Glas konserviertes Seepferdchen zum Leben zu erwecken – was jedoch misslingt.
Durch die Affäre ihres Mannes Serge gekränkt, packt Pietra kurz entschlossen einen Koffer, begibt sich zum Flughafen und verbringt dort den Rest des Tages, fliegt jedoch nicht ab. Ihr Sohn Vlad wartet derweil vergeblich nach der Schule auf sie und wird schließlich von Manons Mutter Mathilde (Serges Geliebter) mitgenommen.
Gegen Ende des Tages offenbart Serge gegenüber Inspektor Haddid, dass er Fahrerflucht begangen hat. In einem Anflug von Selbstmitleid beichtet er ihm zudem die Untreue zu seiner Frau. Schließlich treffen sich Pietra, Serge und Vlad im Eingangsbereich ihres Wohnblockes. In der Schlussszene wird der angeblich tollwütige Hund aus der Museumsszenerie vor dem Haus eingeblendet.

## Szenische Details
Die zeitliche Verknüpfung der Ereignisse wird sowohl durch wiederkehrende Szenen aus unterschiedlichen Perspektiven als auch durch Serges Radiomoderationen hergestellt. Die übrigen Protagonisten werden beim Hören der Durchsagen eingeblendet. 

## Kritik
Laut Fernsehsender Arte ist Ein Tag „ein modernes Familiendrama, kühl und präzise inszeniert und mit einer präzisen Bildsprache versehen, die Figuren und Ereignisse zu einem komplexen, rätselhaften und damit auch spannenden Geflecht verknüpft“.
Das Internetportal filmsprung.ch lobt zwar die „faszinierende Struktur und eine technisch perfekte Inszenierung“ des Filmes, zieht jedoch ein negatives Fazit: Ein Tag sei „Hochglanzkitsch, da die Figuren wenig Tiefgang erkennen lassen und die Emotionen aufgesetzt wirken“.

## Auszeichnungen
Die Produktion wurde mehrfach international nominiert und gewann beim World Film Festival in Montréal den Preis für die beste Regie.